# Quantenchromodynamik
Die Quantenchromodynamik (kurz QCD) ist eine Quantenfeldtheorie zur Beschreibung der starken Wechselwirkung. Sie beschreibt die Wechselwirkung von Quarks und Gluonen, also der fundamentalen Bausteine der Atomkerne.
Die QCD ist wie die Quantenelektrodynamik (QED) eine Eichtheorie. Während die QED jedoch auf der abelschen Eichgruppe U(1) beruht und die Wechselwirkung elektrisch geladener Teilchen (z. B. Elektron oder Positron) mit Photonen beschreibt, wobei die Photonen selbst ungeladen sind, ist die Eichgruppe der QCD, die SU(3), nicht-abelsch. Es handelt sich also um eine Yang-Mills-Theorie. Die Wechselwirkungsteilchen der QCD sind die Gluonen, und an die Stelle der elektrischen Ladung als Erhaltungsgröße tritt die Farbladung (daher der Name Chromodynamik). Die Gluonen selbst sind im Gegensatz zu den Eichteilchen der QED „geladen“, das heißt Träger von Farbladungen, und wechselwirken auch untereinander.
Analog zur QED, die nur die Wechselwirkung elektrisch geladener Teilchen betrifft, behandelt die QCD ausschließlich Teilchen mit „Farbladung“, die sogenannten Quarks. Quarks haben drei verschiedene Farbladungen, die als rot, grün und blau bezeichnet werden. (Diese Benennung ist lediglich eine bequeme Konvention; eine Farbe im umgangssprachlichen Sinn besitzen Quarks nicht. Die Anzahl der Farben entspricht dem Grad der Eichgruppe der QCD, also der SU(3).)
Die Wellenfunktionen der Baryonen sind antisymmetrisch bezüglich der Farbindices, wie es vom Pauli-Prinzip gefordert wird. Im Unterschied zum elektrisch neutralen Photon in der QED tragen jedoch die Gluonen selbst Farbladung und wechselwirken daher miteinander. Die Farbladung der Gluonen besteht aus einer Farbe und einer Anti-Farbe, so dass Gluonenaustausch meist zu „Farbänderungen“ der beteiligten Quarks führt. Die Wechselwirkung der Gluonen bewirkt, dass die Anziehungskraft zwischen den Quarks bei großen Entfernungen nicht verschwindet, die zur Trennung nötige Energie nimmt weiter zu, ähnlich wie bei einer Zugfeder oder einem Gummifaden. Wird eine bestimmte Dehnung überschritten, reißt der Faden – in der QCD wird in dieser Analogie bei Überschreitung eines gewissen Abstands die Feldenergie so hoch, dass sie in die Bildung neuer Mesonen umgesetzt wird. Daher treten Quarks niemals einzeln auf, sondern nur in gebundenen Zuständen, den Hadronen (Confinement). Das Proton und das Neutron – auch Nukleonen genannt, da aus ihnen die Atomkerne bestehen – sowie die Pionen sind Beispiele für Hadronen. Zu den von der QCD beschriebenen Objekten gehören auch exotische Hadronen wie die Pentaquarks und die 2016 am LHCb_experiment am CERN entdeckten Tetraquarks.
Da Quarks sowohl eine elektrische als auch eine Farbladung besitzen, wechselwirken sie sowohl elektromagnetisch als auch stark. Da die elektromagnetische Wechselwirkung deutlich schwächer ist als die starke Wechselwirkung, kann man ihren Einfluss bei der Wechselwirkung von Quarks vernachlässigen und sich daher nur auf den Einfluss der Farbladung beschränken. Die Stärke der elektromagnetischen Wechselwirkung ist durch die Sommerfeldsche Feinstrukturkonstante {\displaystyle e^{2}/(4\pi \varepsilon _{0}\hbar c)\,\,(\approx 1/137)} gekennzeichnet, während der entsprechende Parameter der starken Wechselwirkung von der Größenordnung 1 ist.
Durch ihre nichtabelsche, stark nichtlineare Struktur (Wechselwirkung der Gluonen miteinander) und hohe Kopplungsstärken sind Rechnungen in der QCD häufig aufwendig und kompliziert. Die QCD besitzt im Bereich von Hochenergiestreuprozessen (Tiefinelastische Streuung, bei der die Quarks und Gluonen in den Hadronen auf kleinstem Raum untersucht werden) die Eigenschaft, dass Quarks sich wie freie Teilchen verhalten (Asymptotische Freiheit) und in diesem Bereich ist die QCD störungstheoretisch beschreibbar. Im Allgemeinen gilt das nicht, und insbesondere die Massen der Hadronen lassen sich so nicht ermitteln, es gibt aber die Möglichkeit von Computersimulationen im Rahmen von Gittereichtheorien, die über mehrere Jahrzehnte so gut ausgebaut wurden, dass die Genauigkeit der Vorhersagen für die Massen vieler Hadronen typischerweise im Prozentbereich liegt. In der analytischen Behandlung spielen im sogenannten Confinement-Bereich bei größeren Abständen, bei denen die Störungstheorie nicht mehr anwendbar ist, verschiedene effektive Feldtheorien und nichtlineare Anregungen des QCD-Feldes wie Instantonen und Monopole eine Rolle.
Die Quantenchromodynamik ist ein wesentlicher Bestandteil des Standardmodells der Elementarteilchenphysik.

## Abgrenzung zur Kernphysik
Die Stärke der Wechselwirkung führt dazu, dass Protonen und Neutronen im Atomkern viel stärker aneinander gebunden sind als etwa die Elektronen an den Atomkern. Die Beschreibung der Nukleonen ist jedoch ein offenes Problem. Die Quarks (die konstituierenden Quarks und die Seequarks) tragen nur 9 % zur Masse der Nukleonen bei, die restlichen rund 90 % der Nukleonenmasse entstammen der Bewegungsenergie der Quarks (rund ein Drittel, verursacht durch die Bewegungsenergie nach der Unschärferelation, da sie auf engem Raum „gefangen“ sind) und Beiträge der Gluonen (ein Feldstärkebeitrag von rund 37 Prozent und ein anomaler Gluonenbetrag von rund 23 Prozent). Die in der QCD auftretenden Kopplungsprozesse sind dynamisch und nicht perturbativ: Die Protonen und Neutronen selbst sind farblos. Ihre Wechselwirkung wird statt durch die Quantenchromodynamik meist im Rahmen einer effektiven Theorie beschrieben, nach der die anziehende Kraft zwischen ihnen auf einer Yukawa-Wechselwirkung aufgrund des Austauschs von Mesonen, insbesondere der leichten Pionen, beruht (Pion-Austauschmodell). Die Beschreibung des Verhaltens der Nukleonen über Mesonenaustausch im Atomkern und in Streuexperimenten ist Gegenstand der Kernphysik.
Die starke Wechselwirkung zwischen den Nukleonen im Atomkern ist also viel wirksamer als ihre elektromagnetische Wechselwirkung. Dennoch ergibt die elektrostatische Abstoßung der Protonen ein wichtiges Stabilitätskriterium für Atomkerne. Die starke Wechselwirkung zwischen den Nukleonen wird, im Gegensatz zur Wechselwirkung zwischen den Quarks, mit zunehmender Entfernung der Nukleonen exponentiell kleiner. Dies liegt an der Tatsache, dass die beteiligten Austauschteilchen im Pion-Austauschmodell eine Masse ungleich Null besitzen. Daher liegt die Reichweite {\displaystyle r_{c}} der Wechselwirkung zwischen den Nukleonen bei
{\displaystyle r_{\mathrm {C} }={\frac {\hbar }{m_{\pi }c}}\cong 10^{-13}} cm,
also in der Größenordnung der Compton-Wellenlänge der {\displaystyle \pi }-Mesonen ({\displaystyle m_{\pi }} ist die Masse des Pions).
Während die Kernkräfte exponentiell mit dem Abstand kleiner werden,
{\displaystyle \phi _{\mathrm {K} }(r)\propto {\frac {1}{r}}\exp \left(-{\frac {r}{r_{\mathrm {C} }}}\right)} (Yukawa-Potential),
fällt die elektromagnetische Wechselwirkung nur nach dem Potenzgesetz ab
{\displaystyle \phi _{\mathrm {EM} }(r)\propto {\frac {1}{r}}} (Coulomb-Potential),
da deren Austauschteilchen, die Photonen, keine Masse besitzen und die Wechselwirkung damit eine unendliche Reichweite hat.
Die starke Wechselwirkung ist also im Wesentlichen auf Abstände der Hadronen beschränkt, wie sie z. B. im Atomkern auftreten.

## Confinement und asymptotische Freiheit

Energieabhängigkeit der starken Kopplungskonstante

Die der QCD zugrundeliegende Eichgruppe {\displaystyle \mathrm {SU} (3)} ist nicht-abelsch, das heißt die Multiplikation von zwei Gruppenelementen ist im Allgemeinen nicht kommutativ. Das führt dazu, dass in der Lagrange-Dichte Terme auftreten, die eine Wechselwirkung der Gluonen miteinander bewirken. Aus demselben Grund tragen die Gluonen Farbladung. Diese Selbstwechselwirkung führt dazu, dass die renormierte Kopplungskonstante der QCD sich qualitativ genau entgegengesetzt zur Kopplungskonstante der QED verhält: Sie nimmt für hohe Energien ab. Dies führt bei hohen Energien zum Phänomen der asymptotischen Freiheit und bei niedrigen Energien zum Confinement. Erst bei extrem hohen Temperaturen, T > 5·1012 Kelvin, und/oder entsprechend hohem Druck, wird anscheinend das Confinement aufgehoben und es entsteht ein Quark-Gluon-Plasma.
Asymptotische Freiheit bedeutet, dass die Quarks sich bei hohen Energien (kleine typische Abstände) wie freie Teilchen verhalten, was konträr zum Verhalten sonstiger Systeme ist, wo schwache Wechselwirkung mit großen Abständen verbunden ist. Confinement bedeutet, dass unterhalb einer Grenzenergie die Kopplungskonstante so groß wird, dass Quarks nur noch in Hadronen auftreten. Da die Kopplungskonstante {\displaystyle \alpha _{\mathrm {s} }} der QCD bei niedrigen Energien kein kleiner Parameter ist, kann die Störungstheorie, mit der sich viele Probleme der QED lösen lassen, nicht angewendet werden. Ein Ansatz zur Lösung der QCD-Gleichungen bei niedrigen Energien sind dagegen Computersimulationen von Gittereichtheorien.
Ein weiterer Ansatz zur quantenfeldtheoretischen Behandlung von Hadronen ist die Verwendung von effektiven Theorien, die für große Energien in die QCD übergehen und für kleine Energien neue Felder mit neuen „effektiven“ Wechselwirkungen einführen. Ein Beispiel für solche „effektive Theorien“ ist ein Modell von Nambu und Jona-Lasinio. Je nach den zu beschreibenden Hadronen finden verschiedene effektive Theorien Verwendung. Die chirale Störungstheorie (chiral perturbation theory, CPT) wird für Hadronen verwendet, die nur aus leichten Quarks, also Up-, Down- und Strange-Quarks, aufgebaut sind, die nach der CPT über Mesonen miteinander wechselwirken. Für Hadronen mit genau einem schweren Quark, also einem Charm- oder Bottom-Quark, und sonst nur leichten Quarks wird die effektive Theorie schwerer Quarks (heavy quark effective theory, HQET) verwendet, in welcher das schwere Quark als unendlich schwer angenommen wird, ähnlich der Behandlung des Protons im Wasserstoffatom. Das schwerste Quark, das „top-Quark“, ist so hochenergetisch (E0 ≈ 170 GeV), dass sich in seiner kurzen Lebenszeit {\displaystyle \tau }  {\displaystyle (\tau \approx h/E_{0})\,,} mit der Planck'schen Konstante h, keine gebundenen Zustände bilden können. Für Hadronen aus zwei schweren Quarks (gebundene Zustände im Quarkonium) wird die sogenannte nichtrelativistische Quantenchromodynamik (nonrelativistic quantum chromodynamics, NRQCD) verwendet.

## Nichtabelsche Eichtheorie
Die Beschreibung der Quantenchromodynamik als nicht-abelsche Eichtheorie ist eine Verallgemeinerung des Vorgehens bezüglich der {\displaystyle U(1)}-Eichgruppe der Quantenelektrodynamik.
Für die Eichgruppe {\displaystyle SU(3)} geht man von einem Satz von drei Dirac-Spinor-Feldern {\displaystyle q_{i}(x),i=1,2,3} aus. Diese entsprechen einem Quark mit roter, blauer oder grüner Farbladung. Die Lagrangedichte dieser Spinorfelder ist gegeben durch
{\displaystyle {\mathcal {L}}_{M}=\mathrm {i} {\bar {q}}^{i}(x)\gamma ^{\mu }\partial _{\mu }q_{i}(x)-m{\bar {q}}^{i}(x)q_{i}(x)}
Dabei sind {\displaystyle \gamma ^{\mu }} die Dirac-Matrizen. Diese Lagrangedichte soll invariant sein unter der globalen Transformationsgruppe {\displaystyle SU(3)}, der speziellen unitären Gruppe. Die Transformation kann geschrieben werden als:
{\displaystyle q_{i}(x)\to U_{i}^{j}q_{j}(x)}
Dabei ist {\displaystyle U} eine unitäre 3x3-Matrix mit Determinante 1.
Nun soll diese globale Symmetrie geeicht werden, das bedeutet, sie soll in eine lokale Transformation umgewandelt werden, welche die Form hat
{\displaystyle q_{i}(x)\to U_{i}^{j}(x)q_{j}(x)}
Die Transformationsmatrix hängt nun also vom Ort ab. Die Lagrangedichte {\displaystyle {\mathcal {L}}_{m}} ist jedoch jetzt nicht mehr invariant unter dieser neuen, lokalen Transformation, da für die partielle Ableitung gilt:
{\displaystyle \partial _{\mu }\left(U_{i}^{j}(x)q_{j}(x)\right)=\left(\partial _{\mu }U_{i}^{j}(x)\right)q_{j}(x)+U_{i}^{j}(x)\partial _{\mu }q_{j}(x)\neq U_{i}^{j}(x)\partial _{\mu }q_{j}(x)}
Für die Invarianz der Lagrangedichte unter der lokalen Transformation, wird die sogenannte kovariante Ableitung eingeführt. Diese nimmt die Form
{\displaystyle (D_{\mu })_{i}^{j}(x)q_{j}(x)=\partial _{\mu }q_{i}-\mathrm {i} g(A_{\mu })_{i}^{j}(x)q_{j}(x)}
an. Dabei ist {\displaystyle A} das Eichfeld (Gluonenfeld), welches mit der Kopplungskonstante g an den Spinor koppelt (sogenannte minimale Kopplung). Unter der Matrix {\displaystyle U_{i}^{j}(x)} muss das Eichfeld dabei einem speziellen Transformationsgesetz gehorchen:
{\displaystyle (A_{\mu })_{i}^{j}(x)\to U_{i}^{m}(x)(A_{\mu })_{m}^{n}(x)(U^{\dagger })_{n}^{j}(x)+{\frac {1}{\mathrm {i} g}}\left(\partial _{\mu }U_{i}^{m}(x)\right)(U^{\dagger })_{m}^{j}(x)}
Unter der lokalen Transformation gilt nun für die kovariante Ableitung
{\displaystyle (D_{\mu })_{i}^{j}(x)q_{j}(x)\to \partial _{\mu }\left(U_{i}^{k}(x)q_{k}(x)\right)-\mathrm {i} g\left(U_{i}^{m}(x)(A_{\mu })_{m}^{n}(x)(U^{\dagger })_{n}^{j}(x)+{\frac {1}{\mathrm {i} g}}\left(\partial _{\mu }U_{i}^{m}(x)\right)(U^{\dagger })_{m}^{j}(x)\right)U_{j}^{k}(x)q_{k}(x)}
{\displaystyle =U_{i}^{k}(x)\partial _{\mu }q_{k}(x)+\left(\partial _{\mu }U_{i}^{k}(x)\right)q_{k}(x)-\mathrm {i} gU_{i}^{m}(x)(A_{\mu })_{m}^{n}(x)\underbrace {(U^{\dagger })_{n}^{j}(x)U_{j}^{k}(x)} _{=\delta _{n}^{k}}q_{k}(x)-\left(\partial _{\mu }U_{i}^{m}(x)\right)\underbrace {(U^{\dagger })_{m}^{j}(x)U_{j}^{k}(x)} _{=\delta _{m}^{k}}q_{k}(x)}
{\displaystyle =U_{i}^{k}(x)\partial _{\mu }q_{k}(x)-\mathrm {i} gU_{i}^{m}(x)(A_{\mu })_{m}^{k}(x)q_{k}(x)=U_{i}^{m}(x)(D_{\mu })_{m}^{k}(x)q_{k}(x)}
Die kovariante Ableitung ist also unter der lokalen Transformation invariant, sie ist eichinvariant.
Mittels der kovarianten Ableitung kann nun eine eichinvariante Lagrangedichte des Spinorfeldes gefunden werden. Dabei wird die partielle durch die kovariante Ableitung ersetzt:
{\displaystyle {\mathcal {L}}_{M{\text{, geeicht}}}=\mathrm {i} {\bar {q}}^{i}(x)\gamma ^{\mu }(D_{\mu })_{i}^{j}(x)q_{j}(x)-m{\bar {q}}^{i}(x)q_{i}(x)=\mathrm {i} {\bar {q}}^{i}(x)\gamma ^{\mu }\partial _{\mu }q_{i}(x)-m{\bar {q}}^{i}(x)q_{i}(x)-\mathrm {i} g{\bar {q}}^{i}(x)\gamma ^{\mu }(A_{\mu })_{i}^{j}(x)q_{j}(x)}
Der letzte Term wird nun Wechselwirkungsterm genannt, er beschreibt die Wechselwirkung des Eichfeldes mit dem Dirac-Spinor-Feld (in einem allgemeineren Fall mit einem Materiefeld).
Diese Lagrangedichte ist allerdings nur die Materielangrangedichte, dass Eichfeld selber hat ebenfalls eine Lagrangedichte.

### Generatoren
Die Transformationsmatrix {\displaystyle U_{i}^{j}(x)} kann nach kleinen (infinitesimalen) Transformationen entwickelt werden. Dabei gilt
{\displaystyle U_{i}^{j}(x)=\delta _{i}^{j}-\mathrm {i} g\theta ^{a}(x)(T^{a})_{i}^{j}}
Die {\displaystyle (T^{a})_{i}^{j}} heißen (infinitesimale) Generatoren der Eichgruppe. Im Falle der Quantenchromodynamik mit der Eichgruppe {\displaystyle SU(3)} sind das die Gell-Mann-Matrizen. Die Generatoren hängen nicht vom Ort ab. Das Eichfeld kann jetzt ebenfalls mithilfe der Generatoren dargestellt werden:
{\displaystyle (A_{\mu })_{i}^{j}(x)=A_{\mu }^{a}(x)(T^{a})_{i}^{j}}
Physikalisch wird dabei ein allgemeines Gluonenfeld, welches beliebige Farbänderungen bewirken kann, in die Beiträge von acht Gluonen aufgespalten, deren Farb- und Antifarbladungen man an den Generatormatrizen (hier die Gell-Mann-Matrizen) ablesen kann. Die Generatoren erfüllen die Beziehung einer Lie-Algebra mit
{\displaystyle [(T^{a})_{i}^{k},(T^{b})_{k}^{j}]=i{\sqrt {2}}f^{abc}(T^{c})_{i}^{j}}
Dabei wurde {\displaystyle {\sqrt {2}}} als Normierung gewählt. Die {\displaystyle f^{abc}} heißen Strukturkonstanten und sind im Fall der Gell-Mann-Matrizen vollständig antisymmetrisch.

## Lagrangedichte der QCD
Zusätzlich zum im Abschnitt Nichtabelsche Eichtheorie betrachteten Materielagrangedichte muss auch die freie Lagrangedichte des eingeführten Eichfeldes betrachtet werden. Dazu wird der Feldstärketensor eingeführt, definiert als
{\displaystyle (F_{\mu \nu })_{i}^{j}={\frac {1}{ig}}[(D_{\mu })_{i}^{k},(D_{\nu })_{k}^{j}]=\partial _{\mu }(A_{\nu })_{i}^{j}-\partial _{\nu }(A_{\mu })_{i}^{j}+ig(A_{\mu })_{i}^{k}(A_{\nu })_{k}^{j}-ig(A_{\nu })_{i}^{k}(A_{\mu })_{k}^{j}}
Mittels der Generatoren der Gruppe {\displaystyle SU(3)} kann das ausgedrückt werden als
{\displaystyle F_{\mu \nu }^{c}=\partial _{\mu }A_{\nu }^{c}-\partial _{\nu }A_{\mu }^{c}+{\sqrt {2}}gf^{abc}A_{\mu }^{a}A_{\nu }^{b}}
Die Lagrangedichte des freien Eichfeldes ist nun gegeben als die eichinvariante Größe
{\displaystyle {\mathcal {L}}_{\text{freies YM-Feld}}=-{\frac {1}{4}}{\text{tr}}\left((F_{\mu \nu })_{i}^{k}(F^{\mu \nu })_{k}^{j}\right)=-{\frac {1}{4}}F_{\mu \nu }^{a}F_{a}^{\mu \nu }}
Die gesamte Lagrangedichte der Quantenchromodynamik ist demzufolge gegeben durch:
{\displaystyle {\begin{aligned}{\mathcal {L}}_{\mathrm {QCD} }(q_{i},A)&={\bar {q}}^{i}\left(i\gamma ^{\mu }(D_{\mu })_{i}^{j}-m\delta _{i}^{j}\right)q_{j}-{\frac {1}{4}}F_{\mu \nu }^{a}F_{a}^{\mu \nu }\\&={\bar {q}}^{i}(i\gamma ^{\mu }\partial _{\mu }-m)q_{i}+g{\bar {q}}^{i}\gamma ^{\mu }(T_{a})_{i}^{j}A_{\mu }^{a}q_{j}-{\frac {1}{4}}F_{\mu \nu }^{a}F_{a}^{\mu \nu }\end{aligned}}}
Aus {\displaystyle {\bar {q}}^{i}\left(i\gamma ^{\mu }\partial _{\mu }-m\right)q_{i}} erhält man durch Anwendung der Euler-Lagrange-Gleichung auf diesen Teil von {\displaystyle {\mathcal {L}}} die bekannte Dirac-Gleichung und damit
- den Propagator für Quarks

Der Term {\displaystyle g{\bar {q}}^{i}\gamma ^{\mu }(T_{a})_{i}^{j}A_{\mu }^{a}q_{j}} beschreibt
- die Wechselwirkungs-Vertices zwischen Quarks und Gluonen (q-A-Wechselwirkung)

Aus dem Term mit {\displaystyle F_{\mu \nu }^{a}F_{a}^{\mu \nu }} erhält man nicht nur
- die Propagatoren für Gluonfelder, sondern auch
- die 3-Gluon-Gluon-Wechselwirkungs-Vertices
- und die 4-Gluon-Gluon-Wechselwirkungs-Vertices

Diese Selbstwechselwirkungsterme der Gluonen, eine Folge der nicht-kommutierenden Generatoren bei nichtabelschen Eichgruppen, stellen den eigentlichen Unterschied zur Lagrangedichte der QED dar.
Aus den einzelnen Termen der Lagrangedichte folgen so die Regeln für Feynmandiagramme in der störungstheoretischen QCD. Es muss für konkrete Berechnungen noch eine Eichfixierung durchgeführt werden.
Im Einzelnen treten oben folgende Größen auf:
{\displaystyle q_{i}}, das Quarkfeld (und {\displaystyle {\bar {q}}_{i}=q_{i}^{\dagger }\gamma ^{0}} das adjungierte Quarkfeld im Sinne der Dirac'schen relativistischen Quantenmechanik) mit Farbladungsindex {\displaystyle i} und Masse {\displaystyle m}
{\displaystyle \gamma ^{\mu }}, die Dirac-Matrizen mit {\displaystyle \mu } = 0 bis 3
{\displaystyle A_{\mu }^{a}}, die acht Eichbosonenfelder (Gluonfelder, a = 1 bis 8, entsprechend durch die Gluonen bewirkten Farbänderungen)
{\displaystyle (D_{\mu })_{i}^{j}=\delta _{i}^{j}\partial _{\mu }-ig(T_{a})_{i}^{j}A_{\mu }^{a}}, die kovariante Ableitung
{\displaystyle g}, die Quark-Gluon Kopplungskonstante
{\displaystyle (T_{a})_{i}^{j}}, die Generatoren der Eichgruppe SU(3) (a = 1 bis 8), mit den Strukturkonstanten {\displaystyle f^{abc}} (siehe Artikel Gell-Mann-Matrizen)
{\displaystyle F_{\mu \nu }^{a}=\partial _{\mu }A_{\nu }^{a}-\partial _{\nu }A_{\mu }^{a}+{\sqrt {2}}gf^{abc}A_{\mu }^{b}A_{\nu }^{c}}, der Feldstärketensor des Eichfeldes.
Weil die Rotation eines Vektorfeldes immer divergenzfrei ist („Div Rot = 0“), gibt die Summe der ersten beiden Terme auf der rechten Seite des Feldstärketensors  bei Divergenzbildung immer Null, im Unterschied zum nicht-abelschen Anteil, ~ g.
(Das Hinauf- und Hinabziehen zwischen unteren und oberen Indizes geschieht bezüglich a immer mit der trivialen Signatur, +, so dass also für die Strukturkonstanten {\displaystyle f^{abc}\equiv f_{abc}\equiv f_{bc}^{a}} gilt. Bezüglich der μ und ν erfolgt es dagegen mit der relativistischen Signatur, (+−−−).)

### Quark-Antiquark-Potential

Potential zwischen Quark und Antiquark als Funktion ihres Abstands. Zusätzlich sind die rms-Radien verschiedener Quark-Antiquark-Zustände gekennzeichnet.

Aus dem Vergleich von Energieniveauschemata z. B. von Positronium und Charmonium lässt sich mithilfe dieser Lagrangefunktion zeigen, dass sich die starke Wechselwirkung und die elektromagnetische Wechselwirkung nicht nur quantitativ unterscheiden: Zwar verhält sich das Quark-Antiquark-Potential bei kleinen Abständen ähnlich wie bei der elektromagnetischen WW (der Term ~ α entspricht der Coulomb-Anziehung entgegengesetzter Farbladungen). Bei größeren Abständen ergibt sich dagegen wegen der oben erwähnten Feder-Analogie ein wesentlich anderes Verhalten, das von den Gluonen verursacht wird und auf „Confinement“ hinausläuft. Es entspricht der Elastizität eines verstreckten Polymers (Gummielastizität).
Insgesamt ist die effektive potentielle Energie:
{\displaystyle V(r)=-{\frac {4}{3}}{\frac {\alpha _{\mathrm {s} }(r)\hbar c}{r}}+k\cdot r\,,}
mit der vom Impulsübertrag Q2 (und damit vom Abstand r) abhängigen, starken Kopplungs-„konstanten“ („gleitende Kopplung“) {\displaystyle \alpha _{\mathrm {s} }}. Für sie gilt in erster Ordnung der Störungstheorie
{\displaystyle \alpha _{\mathrm {s} }(Q^{2})={\frac {12\cdot \pi }{(33-2n_{f})\cdot \ln(Q^{2}/\Lambda ^{2})}}\,,}
mit der (auch von Q2 abhängigen) Anzahl der beteiligten Quarkfamilien {\displaystyle n_{f}\,.}
Der linear mit dem Radius zunehmende Term beschreibt das Confinement-Verhalten, während der erste Term eine Coulomb-Form besitzt und für sehr hohen Energien, bei denen {\displaystyle \alpha _{\mathrm {s} }\ll 1} klein ist, Rechnungen in Störungstheorie erlaubt. Mit  nf  fließt hier in das Verhalten die Anzahl der Familien (Flavor-Freiheitsgrade) des Standardmodells der Elementarteilchenphysik ein.
Der charakteristische Radius, {\textstyle R_{c}={\sqrt {\frac {4\hbar c\alpha _{\mathrm {s} }/3}{k}}}\,,} bei dem das Verhalten von V(r) „umschlägt“ (bei diesem Radius ist das Potential gleich Null), kann mit dem Radius der vormaligen Bag-Modelle der Hadronen in Beziehung gebracht werden; (Größenordnung von Rc: 1 fm (=10−15 m)).
Das nebenstehende Bild zeigt explizit, dass in einem Meson nicht nur die Teilchen, Quarks und Antiquarks, sondern auch die „Flussschläuche“ der Gluonfelder wichtig sind, und dass Mesonen bei den betrachteten Energien keineswegs Kugelform haben.

## Feynman-Regeln der QCD
Aus der Lagrangedichte der QDC können die Feynman-Regeln der auftretenden Teilchen hergeleitet werden. Im Impulsraum tritt dabei für jeden Vertex und für jeden Propagator ein Term auf, die alle multipliziert werden. Es wird dann über die Schleifenimpulse aller auftretenden Schleifen integriert.
Es gibt zwei auftretende Propagatoren, für die Quarks (Dirac-Spinoren) und die Gluonen.
{\displaystyle S_{ij}(k)={\frac {\gamma ^{\mu }k_{\mu }-m}{k^{2}-m^{2}+i\varepsilon }}\delta _{ij}} ist der Quark-Propagator. Er entspricht dem Fermion-Propagator in der Elektrodynamik, nur dass noch ein Delta für die auftretenden Farbindizes hinzugefügt wurde.
{\displaystyle \Delta _{\mu \nu }^{ab}(k)={\frac {\delta ^{ab}}{k^{2}+i\varepsilon }}\left(\eta _{\mu \nu }+(1-\xi ){\frac {k_{\mu }k_{\nu }}{k^{2}}}\right)} ist der Gluon-Propagator. Üblicherweise wird die Feynman-Eichung {\displaystyle \xi =1} verwendet, womit sich dann {\displaystyle \Delta _{\mu \nu }^{ab}(k)={\frac {\delta ^{ab}\eta _{\mu \nu }}{k^{2}+i\varepsilon }}} ergibt.
Der Quark-Gluon-Kopplungsvertex (q-A-Vertex) ist gegeben durch
{\displaystyle iV_{ij}^{\mu a}=ig\gamma ^{\mu }(T^{a})_{ij}}
Im Unterschied zur Quantenelektrodynamik vertauschen die Eichfelder nicht. Dementsprechend treten Gluon-Gluon-Vertizes auf (siehe Abschnitt Lagrangedichte).
{\displaystyle iV_{\mu \nu \rho }^{abc}(p,q,r)=gf^{abc}\left((q_{\mu }-r_{\mu })\eta _{\nu \rho }+(r_{\nu }-p_{\nu })\eta _{\rho \mu }+(p_{\rho }-q_{\sigma })\eta _{\mu \nu }\right)} ist der Drei-Gluon-Vertex der Gluonen {\displaystyle A_{\mu }^{a}(p)}, {\displaystyle A_{\nu }^{b}(q)} und {\displaystyle A_{\rho }^{c}(r)}.
{\displaystyle iV_{\mu \nu \rho \sigma }^{abcd}=-ig^{2}\left(f^{abe}f^{cde}(\eta _{\mu \rho }\eta _{\nu \sigma }-\eta _{\mu \sigma }\eta _{\nu \rho })+f^{ace}f^{dbe}(\eta _{\mu \sigma }\eta _{\rho \nu }-\eta _{\mu \nu }\eta _{\rho \sigma })+f^{ade}f^{bce}(\eta _{\mu \nu }\eta _{\sigma \rho }-\eta _{\mu \rho }\eta _{\sigma \nu })\right)} ist der Vier-Gluon-Vertex der Gluonen {\displaystyle A_{\mu }^{a}}, {\displaystyle A_{\nu }^{b}} und {\displaystyle A_{\rho }^{c}} und {\displaystyle A_{\sigma }^{d}}.

## Gittereichtheorie

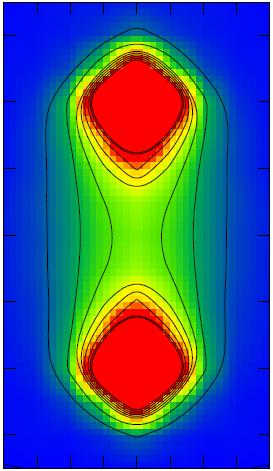
Quark und Antiquark bilden zusammen ein Meson (Visualisierung einer Gitter-QCD-Simulation, s. u.).

Computersimulationen der Quantenchromodynamik werden heutzutage meist im Rahmen der Gittereichtheorien durchgeführt (in Anlehnung an die englischsprachige Literatur „Gitter-QCD“ genannt). Sie wurde in den 1970er Jahren von Kenneth Wilson eingeführt. Inzwischen gibt es eine wachsende Anzahl quantitativ relevanter Resultate, die sich z. B. in den jährlichen Berichten der Fachkonferenz „International Symposium on Lattice Field Theory“ (kurz: Lattice, zuletzt 2017) verfolgen lassen.
Trotzdem ist die Gittereichtheorie selbst in der Hochenergiephysik nicht auf die Quantenchromodynamik beschränkt.
Der wesentliche Ansatz der Gittereichtheorie besteht in einer geeigneten Diskretisierung des Wirkungsfunktionals. Dazu werden zunächst die drei Raumdimensionen und eine Zeitdimension der relativistischen Quantenfeldtheorie in vier in klassischer statistischer Mechanik zu behandelnde euklidische Dimensionen überführt. Ausgehend von dieser schon vorher bekannten Vorgehensweise, vgl. Wick-Rotation, war es nun möglich den sogenannten Wilson-Loop, der die Eichfeldenergie in Schleifenform darstellt, auf ein hyperkubisches Gitter mit nicht-verschwindendem Gitterabstand zu übertragen, wobei die Eichinvarianz bewahrt wird. Diese Formulierung erlaubt den Einsatz numerischer Methoden auf leistungsstarken Computern. Besondere Anforderungen ergeben sich für die Gitter-QCD aus dem Bestreben, einerseits eine möglichst gute Approximation der chiralen Symmetrie zu erhalten und die systematischen Fehler zu kontrollieren, die sich durch den endlichen Gitterabstand zwingend ergeben (das erfordert hinreichend kleine Gitterabstände), sowie andererseits die Rechenzeit möglichst gering zu halten (das erfordert hinreichend große Gitterabstände).
Einer der größten Erfolge solcher Simulationen ist die Berechnung aller Meson- und Baryon-Grundzustände und deren Massen (mit Genauigkeiten von 1 bis 2 Prozent), die Up, Down oder Strange-Quarks enthalten. Das erfolgte 2008 in aufwändigen Computerrechnungen (Budapest-Marseille-Wuppertal-Kollaboration) an der Grenze des damals Machbaren und nach über zwei Jahrzehnten intensiver Entwicklung von Theorie, Algorithmen und Hardware.

## Forscher und Nobelpreise

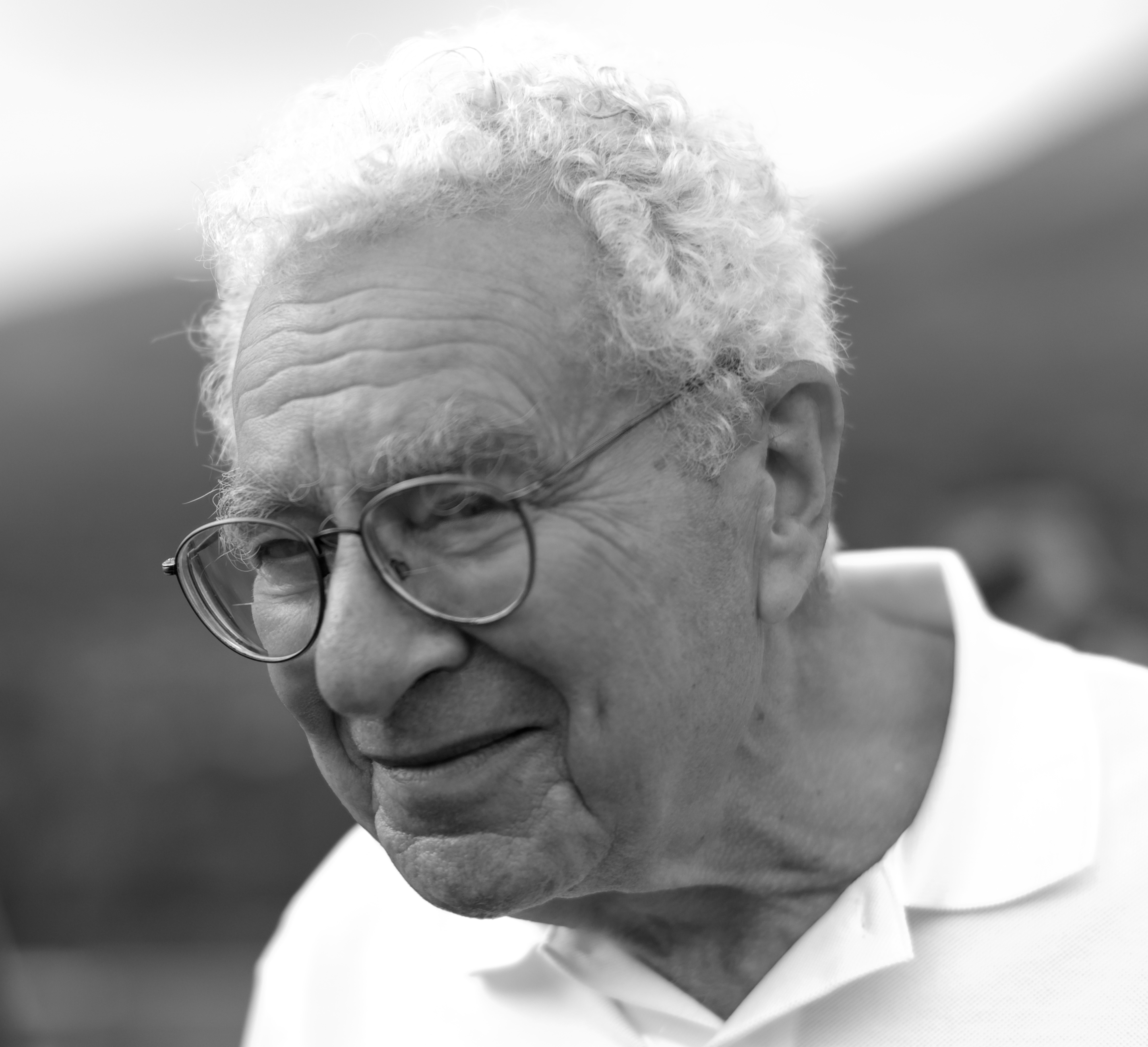
Murray Gell-Mann

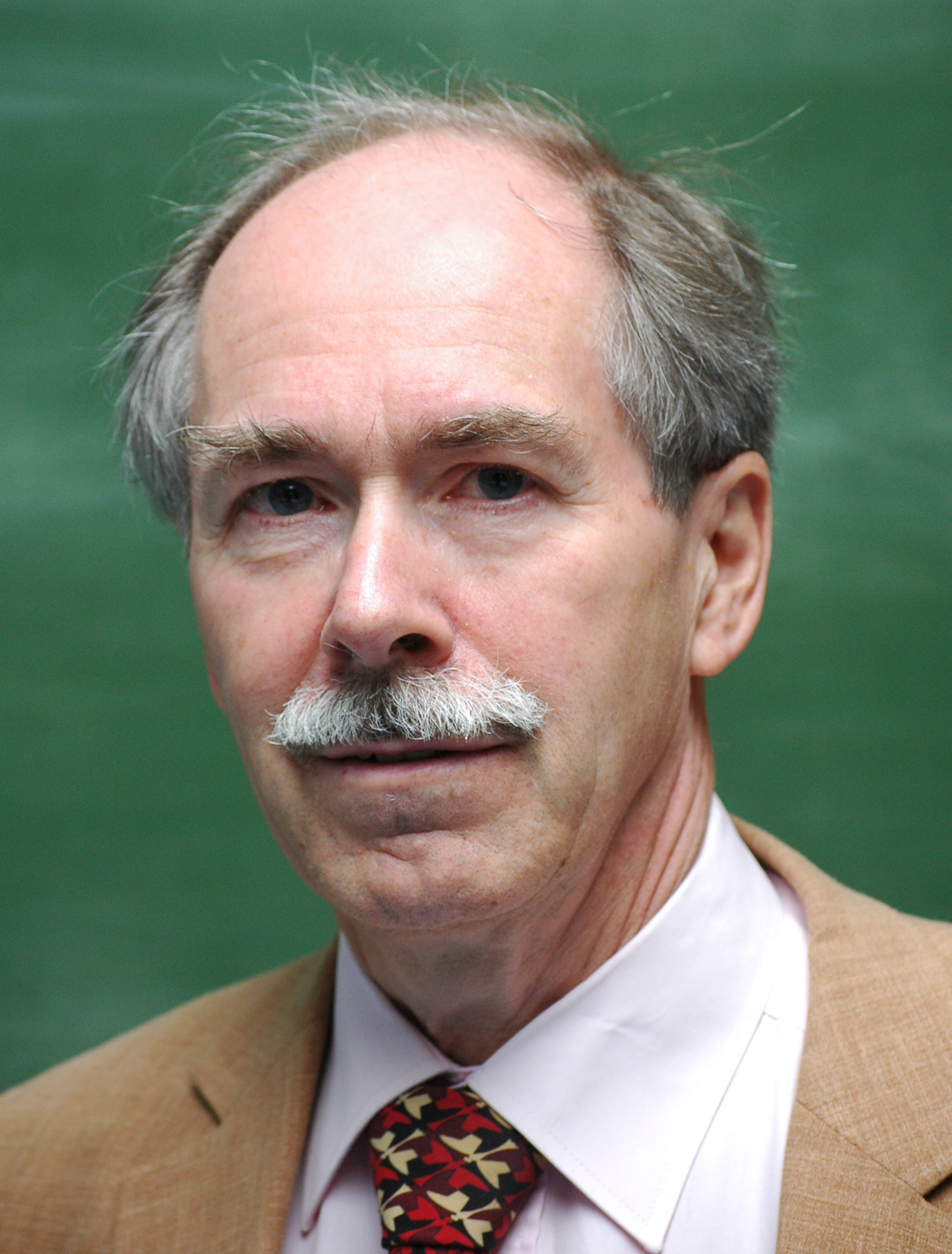
Gerardus ’t Hooft

Einer der Begründer der Quantenchromodynamik (und davor des Quarkmodells), Murray Gell-Mann, bei dem der gerade genannte Nobelpreisträger und Hauptbegründer der Gittereichtheorien Kenneth Wilson promoviert hatte, erhielt für seine schon damals, vor Einführung der QCD, zahlreichen Beiträge zur Theorie der starken Wechselwirkung bereits 1969 den Nobelpreis der Physik. Bei seinen Pionierarbeiten zur QCD (in der Zeit um 1973) arbeitete er mit Harald Fritzsch und Heinrich Leutwyler zusammen.
1999 erhielten Gerardus ’t Hooft und Martinus J.G. Veltman den Nobelpreis für Einsichten in die Quantenstruktur und die Renormierbarkeit von nichtabelschen Eichtheorien, neben der elektroschwachen Wechselwirkung also auch der QCD, die zu dem Zeitpunkt, als sie Anfang der 1970er Jahre ihre Forschungen durchführten, gerade entwickelt wurde. Von ’t Hooft und Alexander Markowitsch Poljakow stammen auch grundlegende Einsichten zu nichtlinearen Feldanregungen in der QCD.
Am 5. Oktober 2004 wurden David Gross, David Politzer und Frank Wilczek für ihre Arbeiten zur Quantenchromodynamik der „starken Wechselwirkung“ mit dem Nobelpreis für Physik ausgezeichnet. Sie entdeckten Anfang der 1970er Jahre, dass die starke Wechselwirkung der Quarks schwächer wird, je näher sie sich sind (Asymptotische Freiheit). In direkter Nähe verhalten sich Quarks gewissermaßen wie freie Teilchen, was die Ergebnisse der damaligen tiefinelastischen Streuexperimente theoretisch begründete.

## Einordnung der QCD
| Fundamentale Wechselwirkungen und ihre Beschreibungen (Theorien in frühem Stadium der Entwicklung sind grau hinterlegt.) |                                       |                                                 |                                   |                         |                                |
| | Starke Wechselwirkung                 | Elektromagnetische Wechselwirkung               | Elektromagnetische Wechselwirkung | Schwache Wechselwirkung | Gravitation                    |
| klassisch |                                       | Elektrostatik                                   | Magnetostatik                     |                         | Newtonsches Gravitationsgesetz |
| klassisch | Elektrodynamik                        | Elektrodynamik                                  | Allgemeine Relativitätstheorie    |                         |                                |
| quanten- theoretisch | Quantenchromodynamik (Standardmodell) | Quantenelektrodynamik                           | Quantenelektrodynamik             | Fermi-Theorie           | Quantengravitation (?)         |
| quanten- theoretisch | Quantenchromodynamik (Standardmodell) | Elektroschwache Wechselwirkung (Standardmodell) |                                   |                         | Quantengravitation (?)         |
| quanten- theoretisch | Große vereinheitlichte Theorie (?)    |                                                 |                                   |                         | Quantengravitation (?)         |
| quanten- theoretisch | Weltformel („Theorie von Allem“) (?)  |                                                 |                                   |                         |                                |

### Einsteiger
- Gernot Münster: Von der Quantenfeldtheorie zum Standardmodell: Eine Einführung in die Teilchenphysik. De Gruyter, 2019, ISBN 978-3-11-063854-7, doi:10.1515/9783110638547.
- Harald Fritzsch: Quantenfeldtheorie ─ Wie man beschreibt, was die Welt im Innersten zusammenhält. Springer Berlin Heidelberg, Berlin, Heidelberg 2015, ISBN 978-3-662-45245-5, doi:10.1007/978-3-662-45246-2.

### Fachliteratur
- Günther Dissertori, Ian G. Knowles, Michael Schmelling: Quantum Chromodynamics: High Energy Experiments and Theory. Oxford University Press, 2009, ISBN 978-0-19-956641-9, doi:10.1093/acprof:oso/9780199566419.001.0001 (englisch).
- Christof Gattringer, Christian B. Lang: Quantum Chromodynamics on the Lattice: An Introductory Presentation (= Lecture Notes in Physics. Band 788). Springer Berlin Heidelberg, Berlin, Heidelberg 2010, ISBN 978-3-642-01849-7, doi:10.1007/978-3-642-01850-3 (englisch).
- Walter Greiner, Andreas Schäfer: Quantenchromodynamik (= Theoretische Physik. Band 10). 2. Auflage. Deutsch, Thun 2010, ISBN 978-3-8171-1618-8.
  - Englisch: Walter Greiner, Joachim Reinhardt: Quantum Electrodynamics. Springer Berlin Heidelberg, Berlin, Heidelberg 2009, ISBN 978-3-540-87560-4, doi:10.1007/978-3-540-87561-1 (englisch).
- Harald Fritzsch, Murray Gell-Mann: 50 Years of Quarks. World Scientific, 2015, ISBN 978-981-4618-09-0, doi:10.1142/9249 (englisch).
- Sinya Aoki, Takumi Doi: Lattice QCD and Baryon-Baryon Interactions. In: Isao Tanihata, Hiroshi Toki, Toshitaka Kajino (Hrsg.): Handbook of Nuclear Physics. Springer Nature Singapore, Singapore 2023, ISBN 978-981-15-8818-1, S. 1–31, doi:10.1007/978-981-15-8818-1_50-1.
- Franz Gross u. a.: 50 Years of Quantum Chromodynamics: Introduction and Review. In: The European Physical Journal C. Band 83, Nr. 12, 12. Dezember 2023, S. 1125, doi:10.1140/epjc/s10052-023-11949-2 (englisch, Open Access).

### Sachliteratur
- Siehe die Bücher von Harald Fritzsch

### Geschichte
- Harald Fritzsch: The history of QCD. In: CERN Courier. 27. September 2012 (englisch, cerncourier.com).
- Stephen L. Adler: Remarks on the History of Quantum Chromodynamics. 2004, doi:10.48550/ARXIV.HEP-PH/0412297 (englisch).